# トールマン・TG183
トールマン・TG183 (Toleman TG183) は、ロリー・バーンとジョン・ジェントリーが設計したF1マシンである。1982年第15戦イタリアグランプリから1984年第4戦サンマリノグランプリまで投入された。最高成績は4位。

## 概要
TG181の後継車として開発され、カーボンファイバーモノコックが採用された。エンジンは引き続きハート製直列4気筒ターボエンジンを搭載した。

### 1982年シーズン
TG183は終盤戦となった第15戦イタリアGPより投入された。前作TG181よりシャシー及びエンジンの信頼性が上昇し、1982年最終戦ラスベガスグランプリではデレック・ワーウィックが予選10番手をマークした（決勝はリタイア）。

### 1983年シーズン
1983年からレギュレーションが全車フラットボトム規定に変わり、前年型をレギュレーションに合わせたトールマン・TG183Bを投入。フロントノーズは下面が完全なベンチュリーシステムとなっているスポーツカーノーズ構造で、巨大なダウンフォースを発生し、リアはアスペクトレシオの大きなフォワードウィングと通常のリアウィングで構成される「ダブルウィング」を採用し、フラットボトム規定により奪われたダウンフォースを補うコンセプトで設計されていた。ワーウィックは第12戦オランダグランプリから4戦連続入賞、特にブランズ・ハッチで行われた第14戦ヨーロッパGPではワーウィックが5位、ブルーノ・ジャコメリが6位でチーム史上初のダブル入賞を果たすなど、トールマンはTG183Bによりコンストラクターズ9位を記録した。
設計したバーンはこのダブル・リアウィングに自信を持っていたが、このウィングを見たF1関係者は「巨大すぎる」や「空気抵抗が大きすぎるのではないか」といった冷ややかな報道や反応が多かった。バーンはこの時「まわりのライバルたちが私のダブル・ウィングを見て抵抗が大きいと言った時はシメタと思ったよ。過去にやっていたグライダーの経験だけでなく、風洞実験での数値でも絶対的に良い結果が出ていたので自信があったし、結果でも示せた。我々がBMWやフェラーリ製のターボより劣っているハート製ターボで時に彼らを上回る実績を残したのは、このマシンに盛り込んだ私の空力コンセプトの方向性が正しかったからだと思うし、特にシーズン中盤戦以降は私のキャリアの中でも充実感を感じられるシーズンだった。」と述べている 。このダブルウィングは後継車のTG184でも継続して装着された。

### 1984年シーズン
1984年シーズンもTG183Bは開幕戦から第4戦サンマリノグランプリまで投入され、同年にF1デビューしたアイルトン・セナが第2戦南アフリカグランプリ・第3戦ベルギーグランプリで2戦連続6位入賞を果たした。第5戦フランスグランプリ以降から新車・TG184が投入され、役目を終えた。
バーンによるとTG183Bは「装着するピレリタイヤの特性を考慮して作られたピレリ専用のマシンだった。前年の時点で我々は1984年にはミシュランタイヤで戦いたいと思っていたので、TG184はミシュランタイヤ装着を前提に作ったミシュラン専用のマシン。両メイカーのタイヤ特性は全く違っていて、当時はミシュランの方がピレリより明らかに速く走れた。なのでTG184のほうが183Bより速いことはわかっていたが、ピレリと契約を解除してミシュランとの契約が成立するまではTG184をレースで走らせることはできなかった。第何戦でTG184を投入開始できるかはピレリとの契約解除の交渉次第で、それがいつになるのかは私にはわからなかった。」とその交渉に時間が掛かったことを証言している。この経緯により完成していたTG184の実戦投入は先延ばしとなっており、第4戦までTG183Bが使用されることとなった。
トールマンにメカニックとして在籍していた津川哲夫によると、TG183Bは前後に付けられた独自のウィングが生み出すダウンフォースが強大なためステアリング操作が非常に重かったが、'83年のドライバーだったワーウィックとジャコメリは腕力が強かったため不満も言わず乗っていたという。しかし1984年に加入した新人アイルトン・セナはそれまでF3に参戦していたこともありまだ線が細く、ステアリングが重いTG183Bを自在に操る腕力が無く体力面で苦労をしていたと述懐している。

## F1における全成績
(key) （太字はポールポジション）
| 年   | シャシー | タイヤ | No. | ドライバー   | 1                  | 2                  | 3                  | 4              | 5            | 6            | 7                  | 8                  | 9                  | 10           | 11               | 12               | 13               | 14           | 15                 | 16                 | ポイント | ランキング |
| ---- | -------- | ------ | --- | ------------ | ------------------ | ------------------ | ------------------ | -------------- | ------------ | ------------ | ------------------ | ------------------ | ------------------ | ------------ | ---------------- | ---------------- | ---------------- | ------------ | ------------------ | ------------------ | -------- | ---------- |
| 1982 | TG183    | P      |     |              | 南アフリカ連邦の旗 | ブラジルの旗       | アメリカ合衆国の旗 | サンマリノの旗 | ベルギーの旗 | モナコの旗   | アメリカ合衆国の旗 | カナダの旗         | オランダの旗       | イギリスの旗 | フランスの旗     | ドイツの旗       | オーストリアの旗 | スイスの旗   | イタリアの旗       | アメリカ合衆国の旗 | 0        | NC         |
| 1982 | TG183    | P      | 35  | ワーウィック |                    |                    |                    |                |              |              |                    |                    |                    |              |                  |                  |                  |              | Ret                | Ret                | 0        | NC         |
| 1982 | TG183    | P      | 36  | ファビ       |                    |                    |                    |                |              |              |                    |                    |                    |              |                  |                  |                  |              | Ret                | DNQ                | 0        | NC         |
| 1983 | TG183B   | P      |     |              | ブラジルの旗       | アメリカ合衆国の旗 | フランスの旗       | サンマリノの旗 | モナコの旗   | ベルギーの旗 | アメリカ合衆国の旗 | カナダの旗         | イギリスの旗       | ドイツの旗   | オーストリアの旗 | オランダの旗     | イタリアの旗     | 欧州連合の旗 | 南アフリカ連邦の旗 |                    | 10       | 9位        |
| 1983 | TG183B   | P      | 35  | ワーウィック | 8                  | Ret                | Ret                | Ret            | Ret          | 7            | Ret                | Ret                | Ret                | Ret          | Ret              | 4                | 6                | 5            | 4                  |                    | 10       | 9位        |
| 1983 | TG183B   | P      | 36  | ジャコメリ   | Ret                | Ret                | 13                 | Ret            | DNQ          | 8            | 9                  | Ret                | Ret                | Ret          | Ret              | 13               | 7                | 6            | Ret                |                    | 10       | 9位        |
| 1984 | TG183B   | P      |     |              | ブラジルの旗       | 南アフリカ連邦の旗 | ベルギーの旗       | サンマリノの旗 | フランスの旗 | モナコの旗   | カナダの旗         | アメリカ合衆国の旗 | アメリカ合衆国の旗 | イギリスの旗 | ドイツの旗       | オーストリアの旗 | オランダの旗     | イタリアの旗 | ドイツの旗         | ポルトガルの旗     | 16       | 7位        |
| 1984 | TG183B   | P      | 19  | セナ         | Ret                | 6                  | 6                  | DNQ            |              |              |                    |                    |                    |              |                  |                  |                  |              |                    |                    | 16       | 7位        |
| 1984 | TG183B   | P      | 20  | チェコット   | Ret                | Ret                | Ret                | NC             |              |              |                    |                    |                    |              |                  |                  |                  |              |                    |                    | 16       | 7位        |

- DNQは予選不通過、NCは周回数不足。